# Eduardo Palomo
Eduardo Estrada Palomo (Città del Messico, 13 maggio 1962 – Los Angeles, 6 novembre 2003) è stato un attore e cantante messicano.

## Biografia
Divenne famoso in Messico e poi in tutta l'America Latina come attore televisivo.
In 14 anni di carriera partecipò a 14 telenovele: dalla prima esperienza con Por Amor del 1981 fino all'interpretazione di Juan del Diablo nella telenovela Cuore selvaggio del 1993 che gli diede visibilità internazionale.
Palomo non si limitò alla televisione. Partecipò ad alcuni film e a 33 opere teatrali da lui scritte e dirette tra cui: Comprasencias (1993), Requiem a Mozart (1994), Una pareja con angel (1999).
Nel 1994 lanciò il suo primo disco Mover el Tiempo iniziando così una serie di concerti che lo portarono in tutta l'America Latina. L'anno dopo fu ospite della penultima puntata di Buona Domenica condotta da Gerry Scotti e Gabriella Carlucci. 
Dopo aver partecipato al cortometraggio Cojones premiato nel 2002 al festival internazionale di Los Angeles, si trasferì in quella città con la moglie Carina Ricco, attrice e cantante, e i due figli Fiona e Luca. 
Morì per un attacco cardiaco a Los Angeles il 6 novembre 2003 all'età di 41 anni. Il suo ultimo film fu A Day Without a Mexican. Era membro di Scientology.

## Filmografia
- Por amor - telenovela (1981)
- Sin privilegios - film (1982)
- No empujen - telenovela (1982)
- Lo que el amor no perdona (1982)
- Mañana es primavera - telenovela (1982)
- Líneas cruzadas - film (1983)
- Videocosmos - serie TV (1983)
- Eclipse - telenovela (1984)
- El Destructor - film (1985)
- Juana Iris - telenovela (1985)
- El Ángel caído - telenovela (1985)
- Cautiva - telenovela (1986)
- Tal como somos - telenovela (1987)
- Lista negra - telenovela (1987)
- La Casa al final de la calle - telenovela (1989)
- Rojo amanecer - film (1989)
- Bandidos; chiamato anche: Bandits - film (1990)
- La Fuerza del amor - telenovela (1990)
- Il prezzo di una vita (Yo compro esta mujer) - telenovela (1990)
- La Mujer de Benjamín; altro titolo: Benjamin's Woman - film (1991)
- El Extensionista; altro titolo: Cruz López, de Rafael Pérez Gavilán - film (1991)
- Mi querido Tom Mix; altro titolo: My Dear Tom .
- Alcanzar una Estrella II - telenovela (1991)
- Gertrudis Bocanegra - film (1992)
- Triángulo - telenovela (1992)
- Las Mil y una aventuras del metro - film (1993)
- Cuore selvaggio (Corazón salvaje) - telenovela (1993)
- Morir dos veces - telenovela (1996)
- Huracán - telenovela (1998)
- A Crónica de un desayuno; altro titolo: Breakfast Chronicle - film (1999)
- Ramona - telenovela (2000)
- Cojones - film (2002)
- El Misterio del Trinidad - film (2003)
- Kingpin - serie TV (2003)
- A Day Without a Mexican - film (2003)

## Doppiatori italiani
- Luca Ward in Cuore selvaggio (Juan) e Il prezzo di una vita
- Mario Cordova in Cuore selvaggio (Francesco)
- Donato Sbodio in Huracan